# Lavoir de Bourisp (Église)
Le lavoir de Bourisp (Église) est un lavoir situé à Bourisp, dans le département des Hautes-Pyrénées.

## Localisation
Le lavoir est situé dans le département français des Hautes-Pyrénées, sur la commune de Bourisp à l’est du village dans la rue de l’église. Le  lavoir est accolé à un métier à ferrer.

## Description
Le lavoir de Bourisp est un édifice rectangulaire à toiture à quatre pentes. 
  
Sous la charpente, une poutre en bois suspendue par des barres métalliques permettait d’étendre le linge. 
  
Le bassin est alimenté par le torrent de la Mousquère. 
  
Au centre du bâtiment les abords du bassin carré sont dallés avec des’’ labasses’’ en ardoises du pays.

## Galerie de photos

Sélection de vues diverses
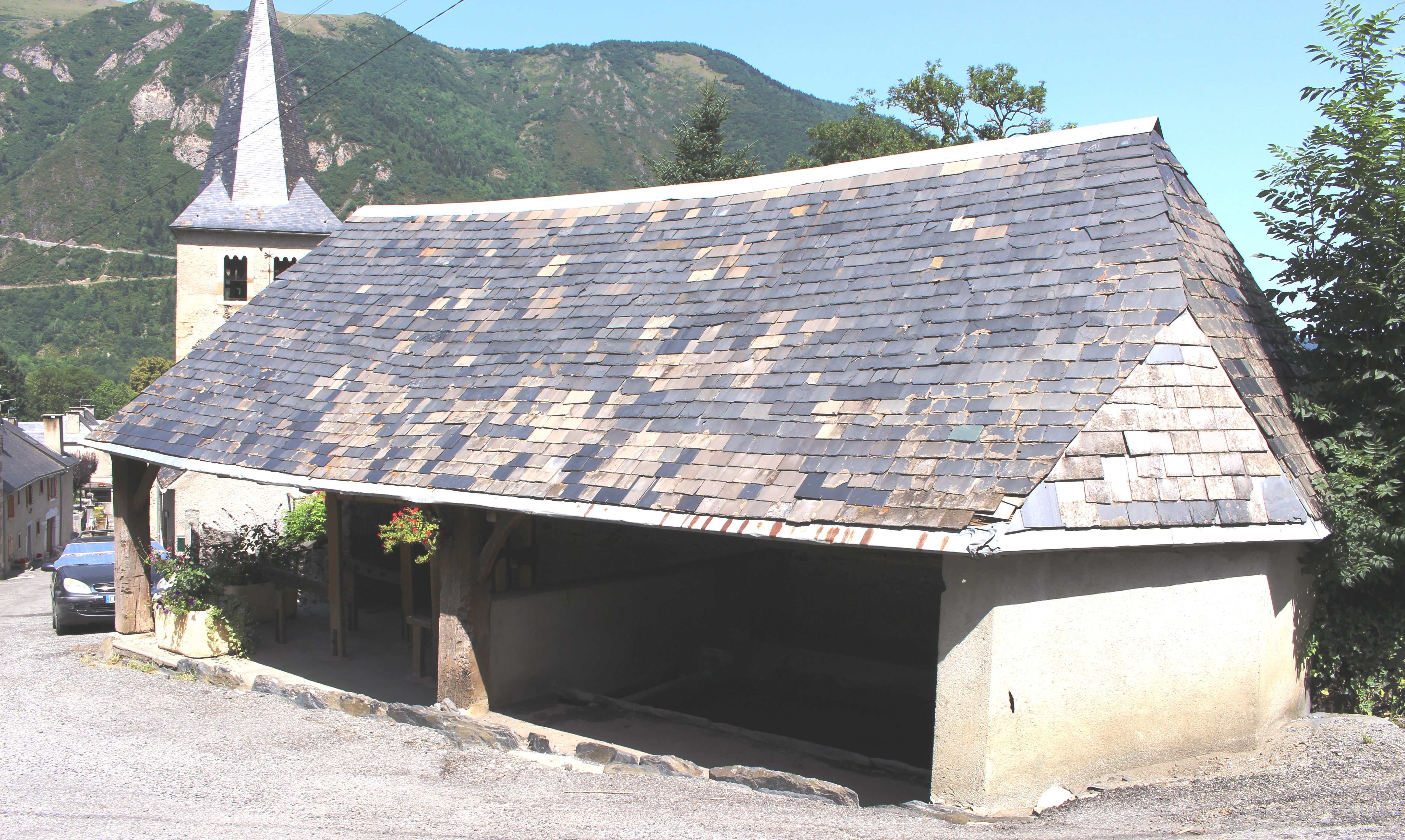
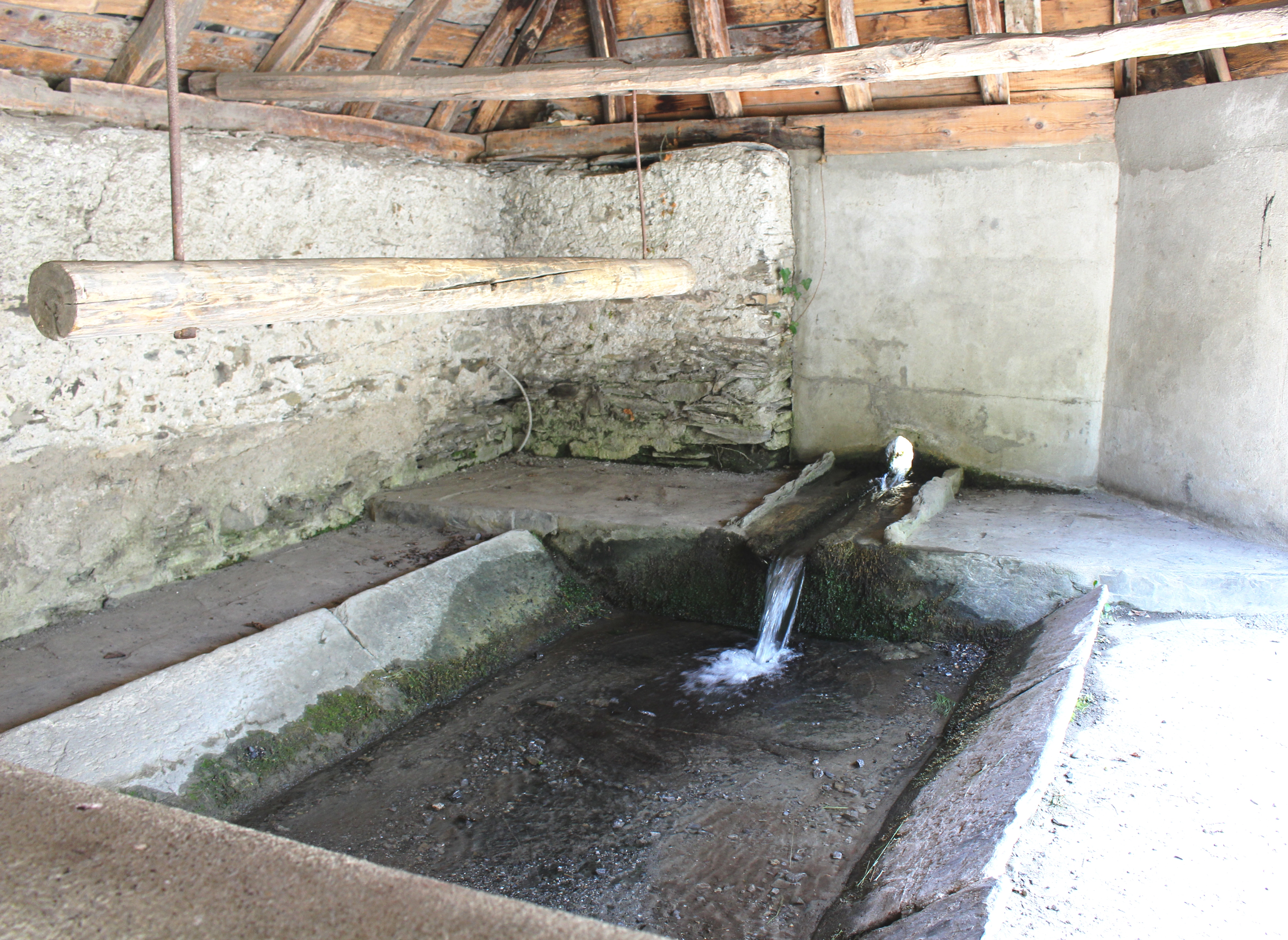
le bassin.
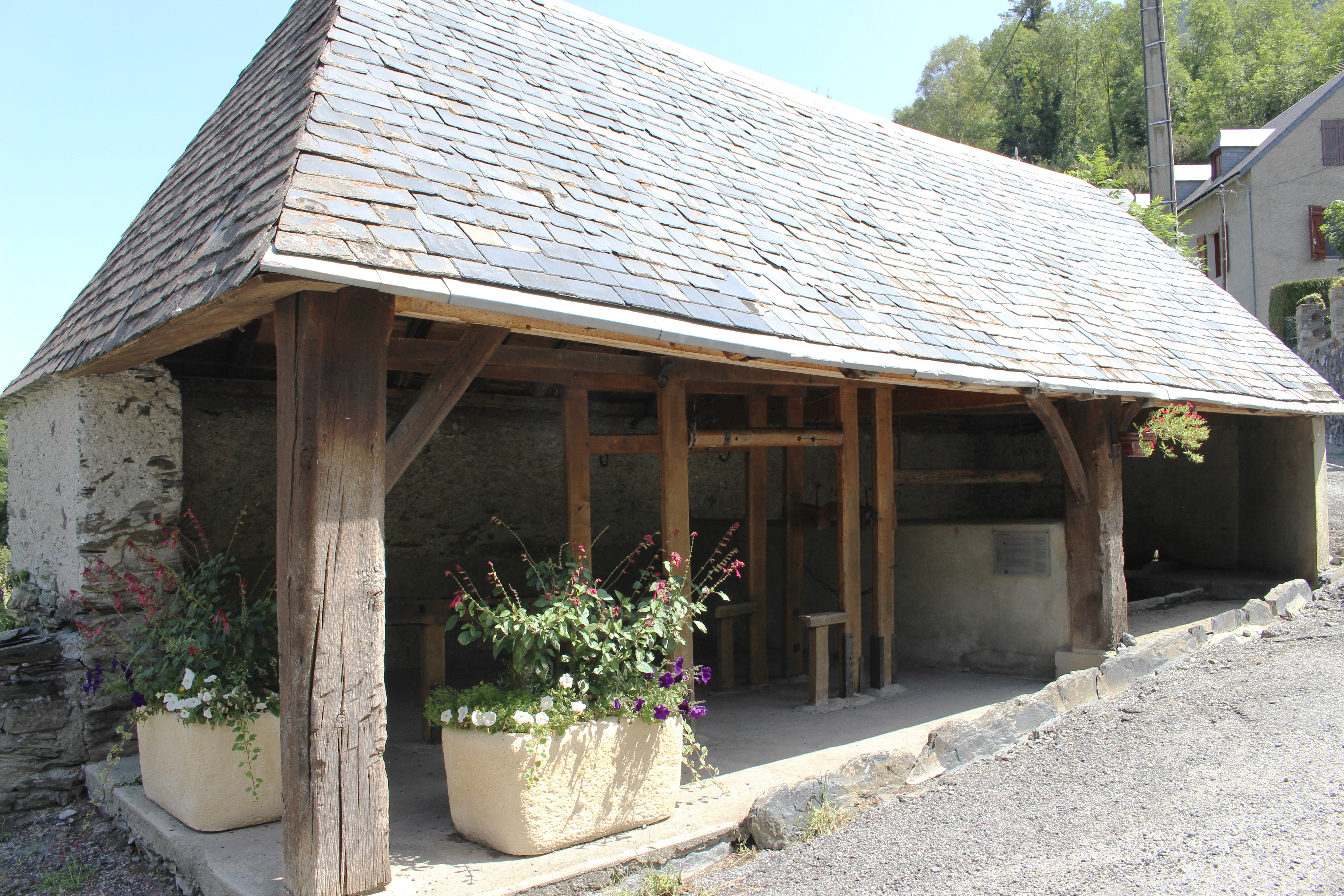